# Provincia de la bahía de Massachusetts
La provincia de la bahía de Massachusetts fue una colonia de la Corona británica establecida el 7 de octubre de 1691 en la América británica por Guillermo III de Inglaterra y María II de Inglaterra, los monarcas conjuntos del Reino de Inglaterra y del Reino de Escocia. Fue establecida el 14 de mayo de 1692 y contó con la antigua colonia de la bahía de Massachusetts y la colonia de Plymouth, además de la provincia de Maine, Martha's Vineyard, Nantucket, y lo que hoy son las provincias canadienses de Nueva Escocia y Nuevo Brunswick. La provincia de Nuevo Hampshire obtuvo su independencia de la bahía de Massachusetts en el momento de la creación de la provincia de la bahía de Massachusetts, y Maine siguió siendo parte de Massachusetts hasta 1820.
El nombre de Massachusetts proviene de la tribu de indios algonquinos massachusett. El nombre ha sido traducido como "en la gran colina", "en el lugar de grandes colinas", o "en la cordillera de colinas", en relación con Blue Hills, o en particular, a Great Blue Hill.
Desde 1691, la historia de la provincia de la bahía de Massachusetts se considera generalmente la mismo que la de Massachusetts. La "Carta de Guillermo y María" de 1691 fue enmendada por la carta explicativa de Jorge I de Gran Bretaña, que prolongó los derechos originales aprobados a la colonia.
El gobierno real de la provincia de la bahía de Massachusetts existió hasta aproximadamente el 7 de octubre de 1774, cuando la Corte General de Massachusetts estableció el Congreso Provincial de Massachusetts en respuesta al control de la corona y a la disolución de la Corte General según lo acordado por Thomas Gage a la Ley de Gobierno de Massachusetts, y como un acto precedente a la Guerra de Independencia de los Estados Unidos.
La constitución o forma de gobierno de la Mancomunidad de Massachusetts fue acordada en Cambridge en octubre de 1765 y aprobada por los delegados nueve meses más tarde, en junio de 1780, para entrar en vigencia "el último miércoles del próximo mes de octubre".

## Antecedentes y fundación
La colonización de las orillas de la bahía de Massachusetts comenzó en 1620 con la fundación de la Colonia de Plymouth. Otros intentos de colonización tuvieron lugar a lo largo de la década de 1620, pero la expansión de los asentamientos ingleses solo comenzó a gran escala con la fundación de la Colonia de la Bahía de Massachusetts en 1628 y la llegada del primer gran grupo de colonos puritanos en 1630. Durante los siguientes diez años, hubo una importante migración de puritanos al área, lo que llevó a la fundación de varias colonias nuevas en Nueva Inglaterra. Para la década de 1680, el número de colonias de Nueva Inglaterra se había estabilizado en cinco; la Colonia de Connecticut, la Colonia de Rhode Island y las Plantaciones de Providence, y la Provincia de New Hampshire bordeaban el área que rodea la bahía de Massachusetts y Plymouth. La bahía de Massachusetts, sin embargo, fue la más populosa y económicamente significativa, albergando una flota mercante considerable.
Las colonias tuvieron luchas con algunas de las tribus indias. La tribu pequot fue prácticamente destruida en la guerra pequot durante la década de 1630, y la guerra del rey Felipe en la década de 1670 diezmó a los narragansetts en el sur de Nueva Inglaterra. La guerra del rey Felipe también fue muy costosa para los colonos de Nueva Inglaterra, deteniendo la expansión por varios años.
Massachusetts y Plymouth eran políticamente independientes de Inglaterra en sus primeros días, pero esta situación cambió después de la restauración de Carlos II al trono inglés en 1660. Carlos buscó una supervisión más estrecha de las colonias, y trató de presentar y hacer cumplir el Control económico sobre sus actividades. Las Actas de Navegación aprobadas en la década de 1660 fueron ampliamente rechazadas en Massachusetts, donde los comerciantes a menudo se encontraban atrapados y en desacuerdo con las reglas. Sin embargo, muchos gobiernos coloniales no aplicaron los actos en sí mismos, en particular Massachusetts, y las tensiones aumentaron cuando Carlos revocó la primera Carta de Massachusetts en 1684.
En 1686, el sucesor de Carlos II, el rey Jacobo II, formó el Dominio de Nueva Inglaterra, que finalmente creó una unidad política fuera de los territorios británicos desde la bahía de Delaware hasta la bahía de Penobscot. El gobernador del Dominio, Sir Edmund Andros, era altamente impopular en las colonias, pero fue especialmente odiado en Massachusetts, donde enfureció a casi todos al hacer cumplir rígidamente las Actas de Navegación, desocupar títulos de propiedad, apropiarse de una casa de reuniones puritanas como sitio para recibir servicios de la Iglesia de Inglaterra, y la restricción de las reuniones de la ciudad, entre otras quejas diversas. Jacobo fue depuesto por la Revolución Gloriosa de 1688, tras lo cual los líderes políticos de Massachusetts se levantaron contra Andros, arrestándolo a él y a otras autoridades inglesas en abril de 1689. Esto llevó al colapso del Dominio, ya que las otras colonias reafirmaron rápidamente sus antiguas formas de gobierno.
La colonia de Plymouth nunca tuvo una carta real, por lo que su gobierno siempre había tenido una base un tanto precaria. Se restableció el gobierno colonial de Massachusetts, pero ya no tenía un estatuto válido, y algunos opositores del antiguo gobierno puritano se negaron a pagar impuestos y participaron en otras formas de protesta. Los agentes provinciales viajaron a Londres, donde Increase Mather representaba a los antiguos líderes de la colonia, y solicitó a los nuevos gobernantes Guillermo III y María II que restauraran la antigua carta colonial. El rey Guillermo se negó, sin embargo, cuando supo que esto podría resultar en un retorno a la regla religiosa. En cambio, los señores del comercio combinaron las colonias de Plymouth y la bahía de Massachusetts en la Provincia de la bahía de Massachusetts. Emitieron una carta para la Provincia el 7 de octubre de 1691 y nombraron a Sir William Phips como su gobernador.

## Carta de 1691
La nueva carta difería de la antigua en varias formas importantes. Uno de los cambios principales se inauguró con respecto a la objeción de Mather, cambiando los requisitos de elegibilidad para votar de las calificaciones religiosas a la propiedad de la tierra. El efecto de este cambio ha sido un tema de debate entre los historiadores, pero existe un consenso significativo de que aumentó considerablemente el número de hombres elegibles para votar. Las nuevas reglas requerían que los posibles votantes poseyeran £40 en propiedades o bienes raíces que rindieran al menos £2 por año en alquiler; Benjamin Labaree estima que esto incluía alrededor de las tres cuartas partes de la población masculina adulta en ese momento.
El segundo cambio importante fue que los altos funcionarios del gobierno debían ser nombrados por la corona en lugar de ser elegidos, incluidos el gobernador, el teniente gobernador y los jueces. Sin embargo, la asamblea legislativa (o el Tribunal General) siguió siendo electiva y fue responsable de elegir a los miembros del Consejo del Gobernador. El gobernador tenía poder de veto sobre las leyes aprobadas por el Tribunal General, así como sobre los nombramientos para el consejo. Estas reglas diferían en formas importantes de las cartas reales que disfrutaban otras provincias. Lo más importante fue que el Tribunal General ahora poseía los poderes de apropiación, y que el consejo era elegido localmente y no designado ni por el gobernador ni por la Corona. Estos debilitaron significativamente el poder del gobernador, que se hizo importante más tarde en la historia provincial.
El territorio de la provincia también se expandió mucho más allá de lo originalmente reclamado por las colonias de Massachusetts y Plymouth. Sus territorios incluían inicialmente el continente actual Massachusetts, el oeste de Maine y partes de los estados modernos vecinos; este territorio se amplió para incluir Acadia o Nueva Escocia (que entonces abarcaba la moderna Nueva Escocia, Nuevo Brunswick y el este de Maine), así como lo que entonces se conocía como el Condado de Dukes en la Provincia de Nueva York, que consiste en las islas de Nantucket, Martha's Vineyard, y las islas Elizabeth.

## Época colonial
A raíz de la revuelta contra Andros, las defensas coloniales se retiraron de las fronteras, que luego fueron atacadas repetidamente por las fuerzas francesas e indias de Canadá y Acadia. La Guerra de la Reina Ana estalló en 1702 y duró hasta 1713. El gobernador de Massachusetts, Joseph Dudley, organizó las defensas coloniales y hubo menos redadas que antes. Dudley también organizó expediciones en 1704 y 1707 contra Acadia, un refugio para los corsarios franceses, y solicitó el apoyo de Londres para los esfuerzos más ambiciosos contra Nueva Francia. En 1709, Massachusetts reunió tropas para una expedición contra Canadá que fue cancelada; las tropas se levantaron nuevamente en 1710, cuando la capital acadiana de Port Royal fue finalmente capturada.
Debido a estas guerras, la colonia había emitido papel moneda cuyo valor estaba en constante declive, dando lugar a crisis financieras. Esto llevó a propuestas para crear un banco que emitiría notas respaldadas por bienes raíces, pero esta decisión fue rechazada por el gobernador Dudley y su sucesor Samuel Shute. Dudley, Shute y los gobernadores posteriores intentaron infructuosamente convencer al tribunal general de que fijara los salarios de los funcionarios nombrados por la corona. Los temas de la moneda y el salario eran asuntos de larga duración sobre los cuales lucharon los gobernadores y los colonos. El conflicto por el salario llegó a su apogeo durante la breve administración de William Burnet. Mantuvo la asamblea provincial en sesión durante seis meses, reubicándola dos veces, en un intento fallido de forzar el problema.
A principios de la década de 1720, los indios abenaki del norte de Nueva Inglaterra reanudaron el asalto de comunidades fronterizas, alentados por los intrigantes franceses, pero también preocupados por la invasión inglesa en sus tierras. Esta violencia fue finalmente sofocada por el gobernador interino William Dummer en lo que se llamó la Guerra de Dummer (entre muchos otros nombres). Muchos abenakis se retiraron del norte de Nueva Inglaterra a Canadá después del conflicto.
En la década de 1730, el gobernador Jonathan Belcher impugnó el poder de la legislatura para dirigir las asignaciones, vetando los proyectos de ley que no le daban la libertad de desembolsar fondos cuando lo considerara oportuno. Esto significaba que el tesoro provincial estaba a menudo vacío. Sin embargo, la Junta de Comercio le permitió a Belcher aceptar subvenciones anuales de la legislatura en lugar de un salario fijo. Bajo su administración, la crisis monetaria volvió a estallar. Esto dio lugar a una reactivación de la propuesta del banco de tierras, Belcher se opuso. Sus opositores políticos intrigaron en Londres para que lo destituyeran, y se estableció el banco. Su existencia fue efímera, pues un acto del Parlamento lo disolvió por la fuerza. Esto puso a una serie de importantes colonos en contra de la corona y el Parlamento, incluido el padre del líder político de la guerra revolucionaria americana Samuel Adams.
Los siguientes veinte años estuvieron dominados por la guerra. La guerra del rey Jorge estalló en 1744, y el gobernador William Shirley reunió tropas de todo Nueva Inglaterra para atacar la fortaleza francesa de Louisbourg, que tuvo éxito en 1745. Louisbourg fue devuelto a Francia al final de la guerra en 1748, sin embargo, para gran molestia de los neoyorquinos. El gobernador Shirley era relativamente popular, en parte porque logró evitar las cuestiones más polémicas que sus antecesores habían planteado. Volvió a ser militarmente activo cuando estalló la guerra franco-india en 1754. Fue elevado al más alto mando militar colonial tras la muerte del general Edward Braddock en 1755, pero fue incapaz de administrar la logística a gran escala que exigió la guerra y se retiró en 1757. Su sucesor Thomas Pownall supervisó la contribución colonial al resto de la guerra, que terminó en América del Norte en 1760.

## Revolución
La década de 1760 y principios de 1770 estuvo marcada por una creciente marea de frustración colonial con las políticas de Londres y con los gobernadores enviados para implementarlas y hacerlas cumplir. Tanto a Francis Bernard como a Thomas Hutchinson, los dos últimos gobernadores no militares, no les gustaba mucho los temas grandes y pequeños, en particular los intentos del Parlamento de imponer impuestos a las colonias sin representación. Hutchinson, originario de Massachusetts, sirvió durante muchos años como vicegobernador, sin embargo, él autorizó cuarteo tropas del ejército británico en Boston, que finalmente precipitó la masacre de Boston, el 5 de marzo de 1770. En ese momento, agitadores como Samuel Adams, Paul Revere y John Hancock se opusieron a las políticas de la corona.
Después del Boston Tea Party en diciembre de 1773, Hutchinson fue reemplazado en mayo de 1774 por el general Thomas Gage. Gage fue bien recibido al principio, pero la recepción empeoró rápidamente cuando comenzó a implementar las llamadas Leyes Intolerables, incluida la Ley del Gobierno de Massachusetts, que disolvió la legislatura, y la Ley del Puerto de Boston, que cerró el puerto de Boston hasta que se pagaran reparaciones por el té lanzado al mar. El cierre del puerto causó un gran daño a la economía provincial y condujo a una ola de asistencia comprensiva de otras colonias.
El gobierno real de la Provincia de la bahía de Massachusetts existió hasta principios de octubre de 1774, cuando los miembros del Tribunal General de Massachusetts se reunieron en contravención de la Ley del Gobierno de Massachusetts y establecieron el Congreso Provincial de Massachusetts, que se convirtió en el gobierno de facto. El gobernador Gage continuó un gobierno esencialmente militar en Boston, pero el congreso provincial tenía un gobierno efectivo en el resto de la provincia. Las hostilidades estallaron en abril de 1775 en Lexington y Concord, escaramuza que comenzó la Guerra de Independencia de los Estados Unidos, y continuaron con el asedio de Boston. Los británicos evacuaron Boston el 17 de marzo de 1776, terminando el sitio y poniendo a la ciudad bajo control patriota.
El 1 de mayo de 1776, la Asamblea General adoptó una resolución que declaraba la independencia en nombre de "El Gobierno y el Pueblo de la bahía de Massachusetts en Nueva Inglaterra". Esto fue seguido por la Declaración de Independencia de los Estados Unidos el 4 de julio de 1776, declarando la independencia de todas las Trece Colonias.
La Constitución del Commonwealth de Massachusetts fue acordada en Cambridge en octubre de 1779 y adoptada por los delegados nueve meses después, en junio de 1780, para entrar en vigor "el último miércoles de octubre próximo". En las elecciones celebradas en octubre de 1780, John Hancock fue elegido primer gobernador de Massachusetts junto con representantes del primer Tribunal General del estado.